# Tijana Bošković
Tijana Bošković (serbiska alfabetet Тијана Бошковић), född 8 mars 1997 i Trebinje, Bosnien och Herzegovina är en serbisk volleybollspelare.
Hon debuterade i Serbiens landslag vid VM 2014 och har nått stora framgångar med landslaget. Hon har varit med i de lag som tog silver vid OS 2016 och brons vid OS 2020, som tog brons vid EM 2015, guld vid EM 2017, guld vid EM 2019 och silver vid EM 2021 och som tog guld vid både VM 2018 och VM 2022.
Hon har vid ett flertal fall blivit utsedd till mest värdefulla spelare vid stora turneringar: världsmästerskapet i volleyboll för klubblag 2016, EM 2017, VM 2018, EM 2019 och VM 2022.
På klubbnivå har Bošković spelat för ŽOK Hercegovac (2010–2011), ŽOK Partizan Vizura (2011–2015) och Eczacıbaşı SK (2015-2025) och Vakıfbank SK (2025-).
Hennes syster, Dajana, är också en volleybollspelare. Hon representerar Bosnien och Hercegovinas landslag och de båda systrarna spelade mot varandra i EM 2021.